# Lee Minkler
Lee Minkler ist ein US-amerikanischer Tontechniker und Tonmeister.

## Leben
Minkler entstammt einer Familie von Tontechnikern, zu der sein Bruder Bob und sein Neffe Michael zählen. Lee Minkler begann seine Karriere im Filmstab 1974 beim Fernsehen, wo er unter anderem an der Bob Newhart Show arbeitete. Sein Spielfilmdebüt war Herb Freeds Horrorfilm Jenseits des Bösen im Jahre 1980. Bis Mitte der 1980er Jahre war er an einer Reihe von Filmproduktionen tätig, darunter Tron und Der weiße Hai 3-D.
1983 war er für den Disney-Science-Fiction-Film Tron zusammen mit Bruder Bob und Neffe Michael sowie James LaRue für den Oscar in der Kategorie Bester Ton nominiert, was für ein Novum in der Geschichte des Oscars sorgte, denn noch nie zuvor waren drei Familienmitglieder zusammen für einen Oscar nominiert gewesen. Die Auszeichnung ging in diesem Jahr jedoch an Steven Spielbergs E.T. – Der Außerirdische.
Minkler war auch für das US-amerikanische Fernsehen tätig und war für sein Wirken für zwei Primetime Emmys und einen Daytime Emmy nominiert.

## Filmografie (Auswahl)
- 1980: Jenseits des Bösen (Beyond Evil)
- 1982: American Monster (Q )
- 1982: Tron
- 1983: Der weiße Hai 3-D (Jaws 3-D)
- 1983: Grabmal des Grauens (Mausoleum)
- 1984: Im Zauberland der Gallavants (Gallavants)
- 1984: Herrscher der Hölle (Ragewar)
- 1984: Die Brut des Adlers (A Breed Apart)

## Nominierungen (Auswahl)
- 1983: Oscar-Nominierung in der Kategorie Bester Ton für TRON